# Catastrofa feroviară de la Philadelphia din 2015
Catastrofa feroviară de la Philadelphia a avut loc pe 12 mai 2015, când un tren personal spre New York City a deraiat într-o curbă. Cel puțin 5 persoane au murit și alte 50 au fost rănite.

## Accidentul
Trenul Northeast Regional 188, circulând între Washington DC și New York, tras de locomotiva Siemens ACS64 cu numărul 601, cu o garnitură formată din vagoane Amfleet, a deraiat la ora 21:20 UTC-05:00 într-o curbă. La acel moment, 238 de călători erau în tren alături de echipa trenului, 5 în număr. Oamenii au descris cum trenul a început să se zguduie, ulterior oprindu-se. Deraierea a avut loc în zona Frankford Junction, cunoscută pentru un alt accident feroviar care a avut loc în 1943. 6 vagoane au deraiat, iar unii călători au reușit să iasă din vagoane fără probleme, alții au trebuit să fie scoși din vagoane prin descarcerare. Ulterior s-a stabilit că viteza trenului era de 160 km/h (100 mile pe oră). Un purtător de cuvânt al NTSB-ului a spus că trenul mergea la 106 km/h când frânele de urgență au fost acționate, însă la momentul deraierii, trenul avea 164 km/h. Limita de viteză in curbă era de 80 km/h iar în apropierea curbei viteza este de 130 km/h. Unul dintre vagoane a fost răsucit și distrus.

## Consecințe
În urma acestui accident, linia a fost închisă, iar trenurile Amtrak și SEPTA au fost suspendate.